# Trollius micranthus
Trollius micranthus är en ranunkelväxtart som beskrevs av Hand.-mazz.. Trollius micranthus ingår i släktet smörbollssläktet, och familjen ranunkelväxter. Inga underarter finns listade i Catalogue of Life.